# Uroplectes teretipes
Espèce
Uroplectes teretipes est une espèce de scorpions de la famille des Buthidae.

## Distribution
Cette espèce est endémique de la région de Kunene en Namibie. Elle se rencontre dans le Kaokoveld.

## Description
Le tronc de la femelle holotype mesure 23,5 mm et la queue 41 mm.

## Publication originale
- Lawrence, 1966 : « New and little known scorpions and solifuges from the Namib Desert and South West Africa. » Scientific Papers Namib Desert Research Station, no 29, p. 1-11 (texte intégral).